# Olivia (Minnesota)
Olivia es una ciudad ubicada en el condado de Renville en el estado estadounidense de Minnesota. En el Censo de 2010 tenía una población de 2484 habitantes y una densidad poblacional de 410,04 personas por km².

## Geografía
Olivia se encuentra ubicada en las coordenadas 44°46′38″N 94°59′51″O / 44.77722, -94.99750. Según la Oficina del Censo de los Estados Unidos, Olivia tiene una superficie total de 6.06 km², de la cual 6.06 km² corresponden a tierra firme y (0%) 0 km² es agua.

## Demografía
Según el censo de 2010, había 2484 personas residiendo en Olivia. La densidad de población era de 410,04 hab./km². De los 2484 habitantes, Olivia estaba compuesto por el 93.92% blancos, el 0.97% eran afroamericanos, el 0.4% eran amerindios, el 0.16% eran asiáticos, el 0% eran isleños del Pacífico, el 3.7% eran de otras razas y el 0.85% pertenecían a dos o más razas. Del total de la población el 8.33% eran hispanos o latinos de cualquier raza.